# But-1-yne
Le but-1-yne est un composé aliphatique insaturé de formule brute C4H6, qui appartient à la famille des alcynes. Cet isomère du but-2-yne est un gaz incolore extrêmement inflammable et réactif, plus dense que l’air.